# Mercedes-Benz Baureihe 111
Der Mercedes-Benz W 111 ist ein Modell der Heckflossen-Serie von Mercedes-Benz, unter Liebhabern auch „große (Heck-)Flosse“ genannt, in Abgrenzung zur Baureihe W 110 (sog. „kleine Heckflosse“). Der W 111 löste die großen Ponton-Modelle der Baureihe W 180 im Jahr 1959 ab und lieferte die technische Basis für die Mercedes-Modelle bis Ende der 1960er Jahre. Typisch war die sogenannte Einheitskarosserie, so dass die Limousinen-Modelle von den Einstiegstypen W 110 über die Sechszylinder W 111 bis zum luftgefederten W 112 (Mercedes-Benz 300 SE) im Erscheinungsbild ähnlich sind. Der W 111 wurde vom W 108 im Jahr 1965 prinzipiell abgelöst, nur der 230 S wurde von 1965 bis 1968 als einzige Limousine noch parallel zu den Modellen W 110 und W 108/109 weiterproduziert. Die Coupés und Cabrios vom Typ W 111 blieben bis 1971 im Programm. Technisch fiel am W 111 die vom 300 SL bereits bekannte Eingelenk-Pendelachse mit Ausgleichsfeder auf.

## Modellgeschichte

### Limousine
Die im Vergleich zu den damaligen US-Fahrzeugen maßvollen Heckflossen wurden vom Hersteller „Peilstege“ genannt und galten laut Mercedes als Einparkhilfe, die das Ende des Wagens markiert. Der W 111 folgte der bis 1959 gebauten großen „Ponton“-Serie W 105 und W 180 nach. Seine geradlinig elegante Karosserieform stammt wie praktisch sämtliche Mercedes-Modelle bis hin zum W 116 vom Chefdesigner Karl Wilfert. Die Karosserie zeichnet sich durch eine bis dahin nicht gekannte passive Sicherheit aus: Sie hatte als erste eine stabile Fahrgastzelle und wirksame Knautschzonen. Mercedes führte umfangreiche Crashtests durch, z. B. brachte man ein Fahrzeug mit 80 km/h über eine Rampe zum Überschlag.
Produktionsbeginn war im August 1959 mit den Modellen 220 b, 220 Sb, 220 SEb und ab 1965 dem 230 S. Letzterer verfügt über eine hydropneumatische Ausgleichsfeder an der Hinterachse. Als erster Mercedes-Serien-Pkw hatte das 220-SEb-Coupé (ab Serienbeginn 02/61; Limousine ab 04/62) Scheibenbremsen an den Vorderrädern. Die Motoren der Limousinen sind ausschließlich Reihensechszylinder mit 95 bis 120 PS (70 bis 88 kW). Die Vergasermotoren M 180 und der Einspritzmotor M 127: 220 b mit 95 PS (77 kW), 220 Sb mit 110 PS (81 kW), 220 SE und 230 S mit 120 PS (88 kW). Das Modell 230 S verzichtete auf die aufwendige Einspritzanlage mit der Zweistempelpumpe und zwei Dreifachverteilern. Es erreicht die Mehrleistung von 10 PS (7 kW) gegenüber dem sonst weitgehend gleichen Vergasermodell 220 S mit einer Hubraumerhöhung auf 2,3 Liter.
Das b in der Typenbezeichnung 220 b oder 220 Sb grenzte die Heckflossen-Baureihe ab 1959 von den typnamensgleichen Vorgängermodellen, der sogenannten „Ponton“-Serie, ab. Die Basisversion 220 b hat im Gegensatz zu ihren stärkeren Brüdern kleinere, oben zur Heckmitte leicht abgeschrägte Rückleuchten mit weniger Chromzierrat, und einfache Stoßfänger hinten.
Es gibt neben dem Mercedes-Benz W 111 noch zwei weitere Heckflossen-Baureihen: den ab 1961 gebauten „kleinen“ W 110 mit einem um 14,5 cm kürzeren Vorbau sowie den W 112 des Typs 300 SE, der ausgestattet mit dem M 189-„Alumotor“ des Mercedes 300 d (W 189) und Luftfederung das Topmodell der „Flossen“ darstellt. Diesem 300er war auch die seltene, um 10 cm verlängerte Variante „300 SE lang“ vorbehalten.
Produktionsende der Limousinen 220 b, 220 Sb und 220 SEb war im Sommer 1965. Lediglich der 230 S lief noch bis 1968 vom Fließband. Nachfolger war der ab 1965 gebaute W 108.
Der 220 SE war der erste Mercedes-Benz-Pkw, der ab 1961 mit der neuen Eigenentwicklung des Automatischen DB-Getriebes K4A 025 bestellt werden konnte.

### Bildübersicht

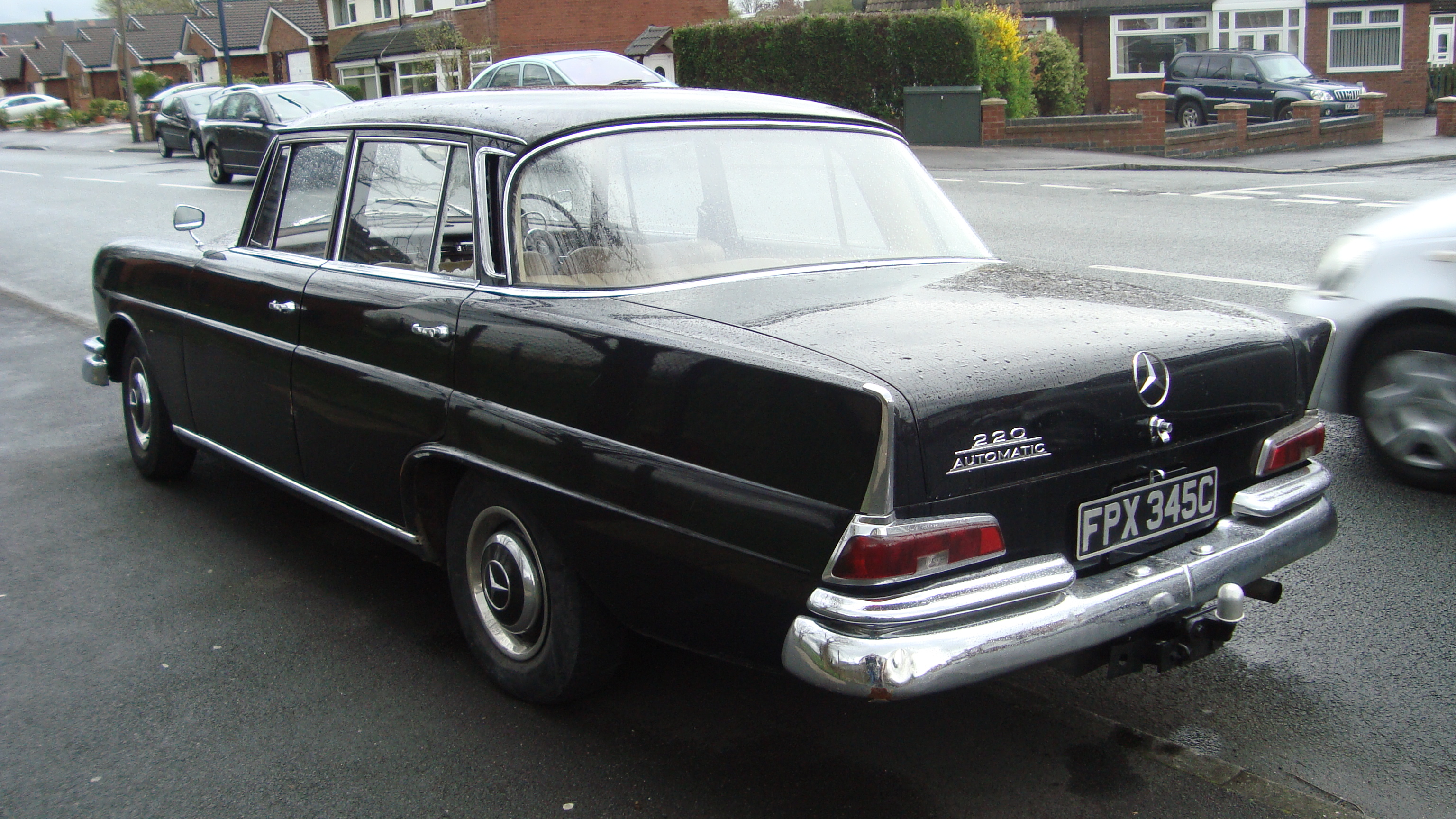
Der 220 b hat die Rückleuchten des W 110
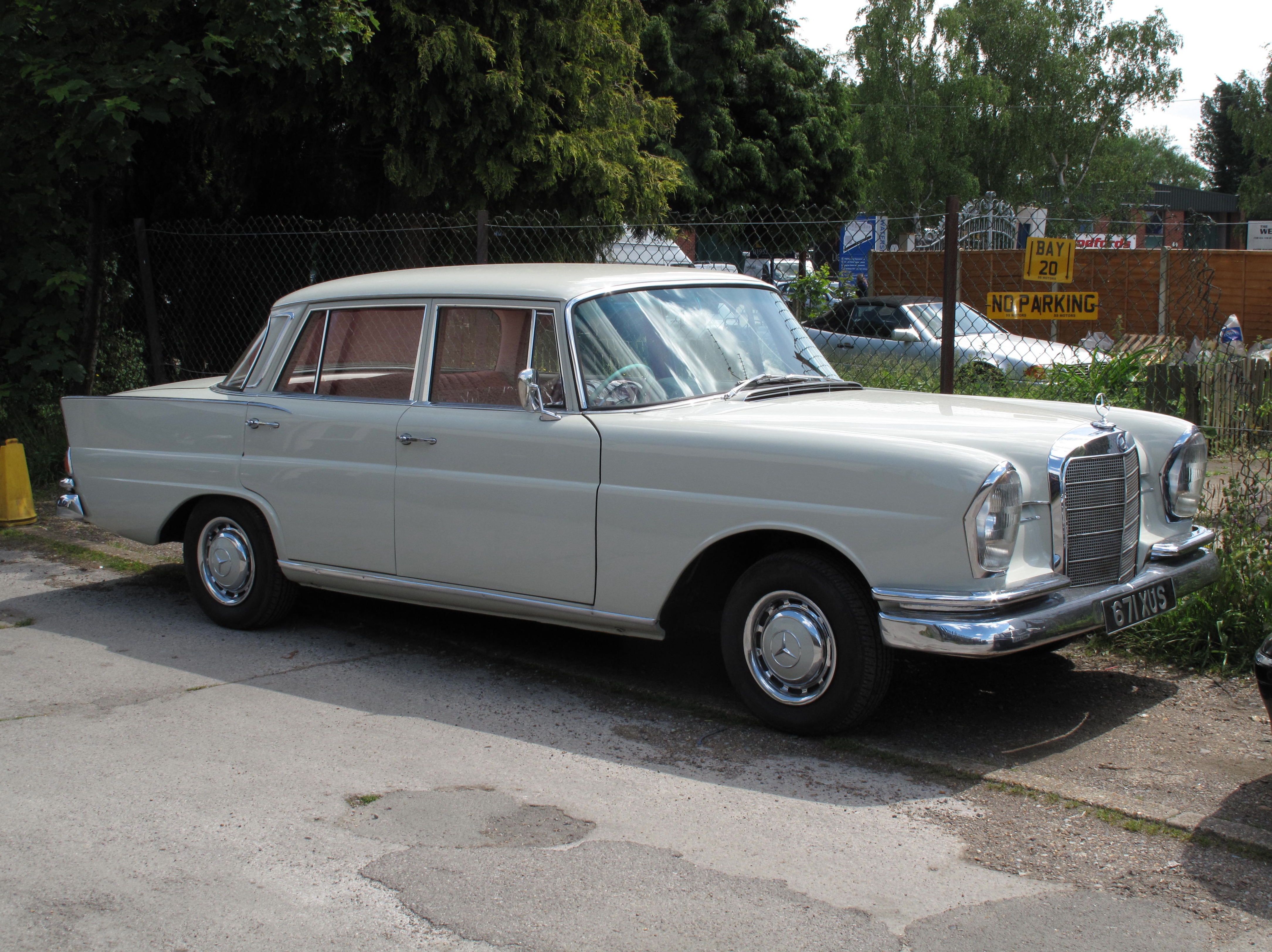
220 Sb (1962)
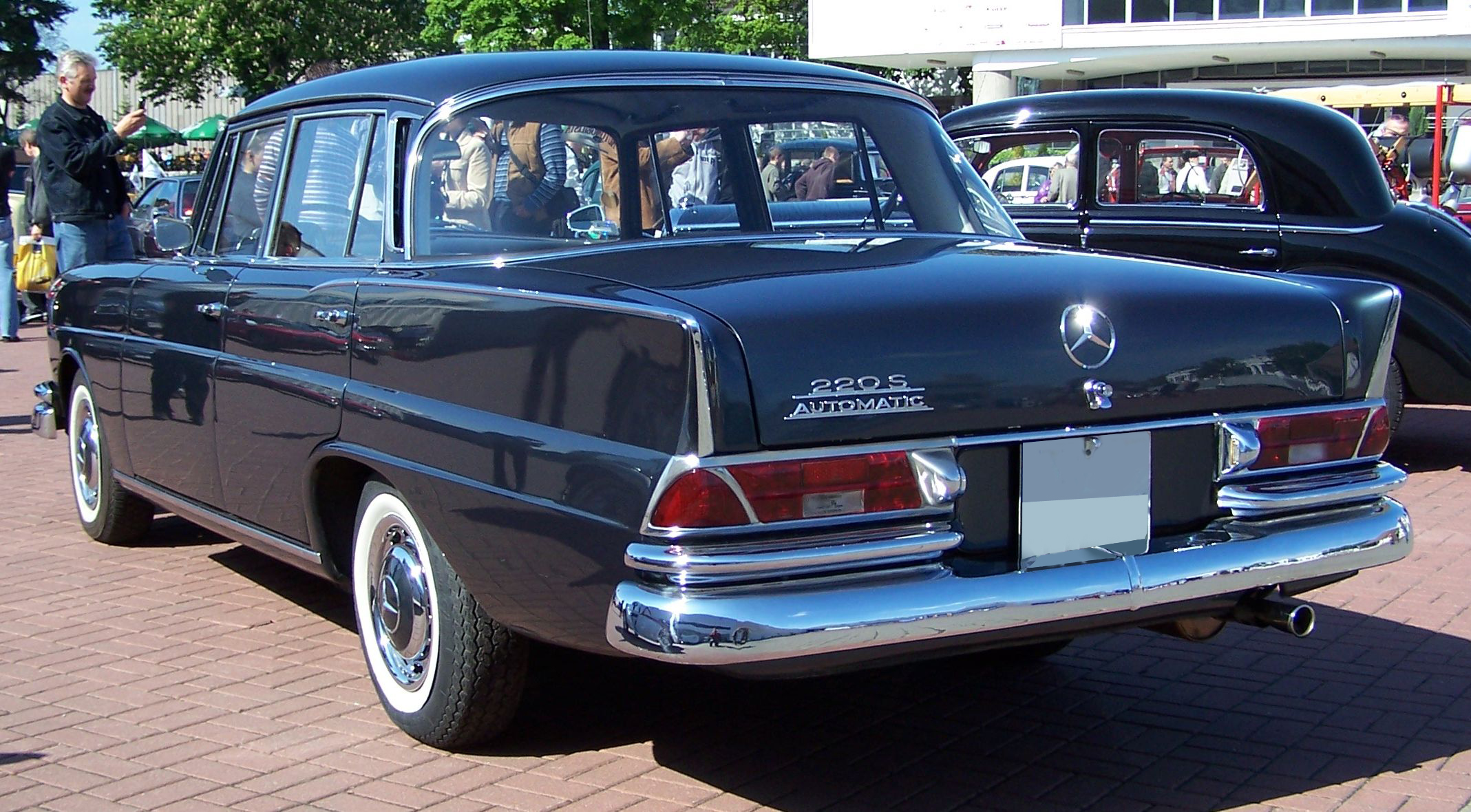
220 Sb, Heckansicht
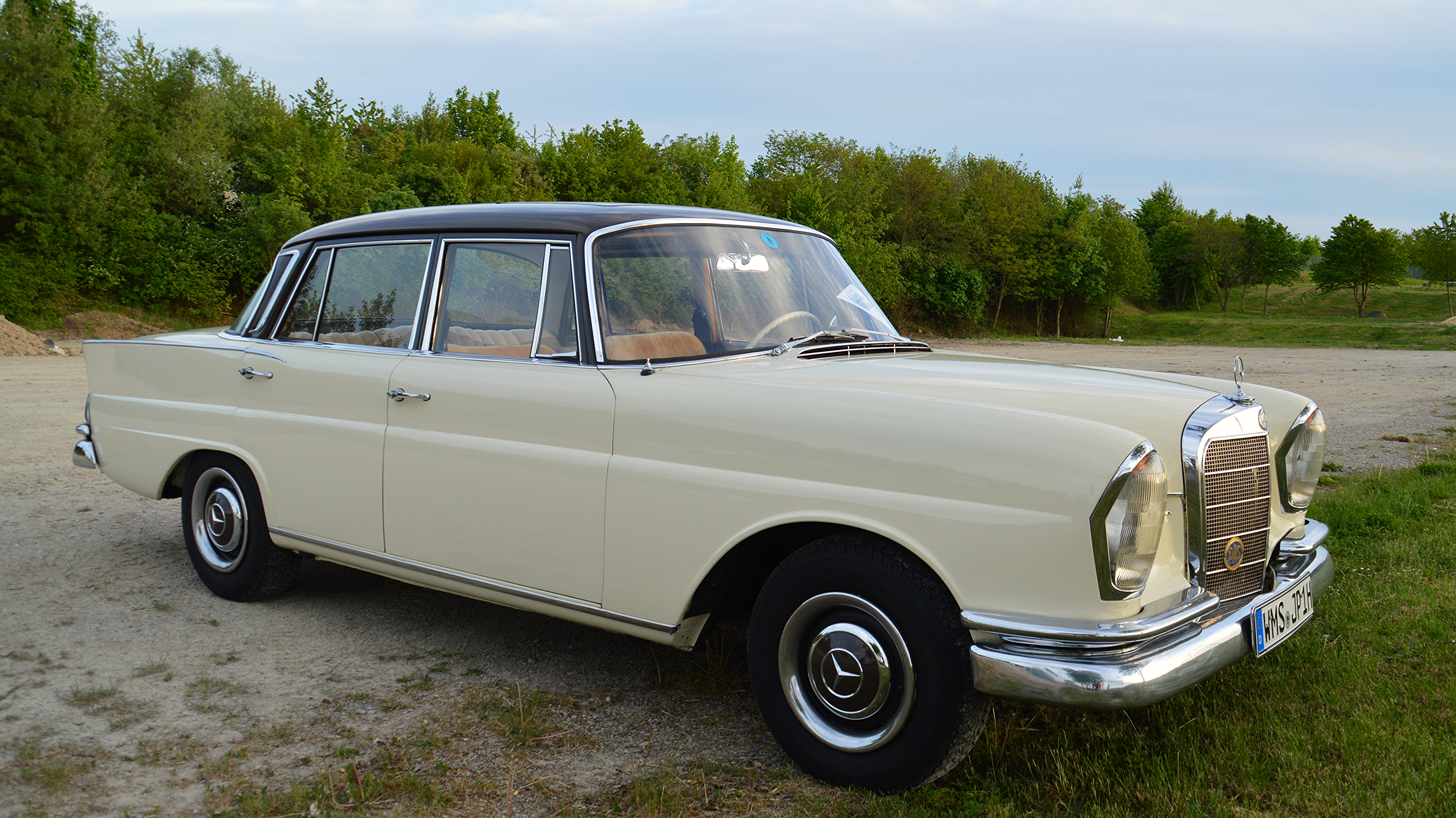
220 Sb in Zweifarb-Lackierung
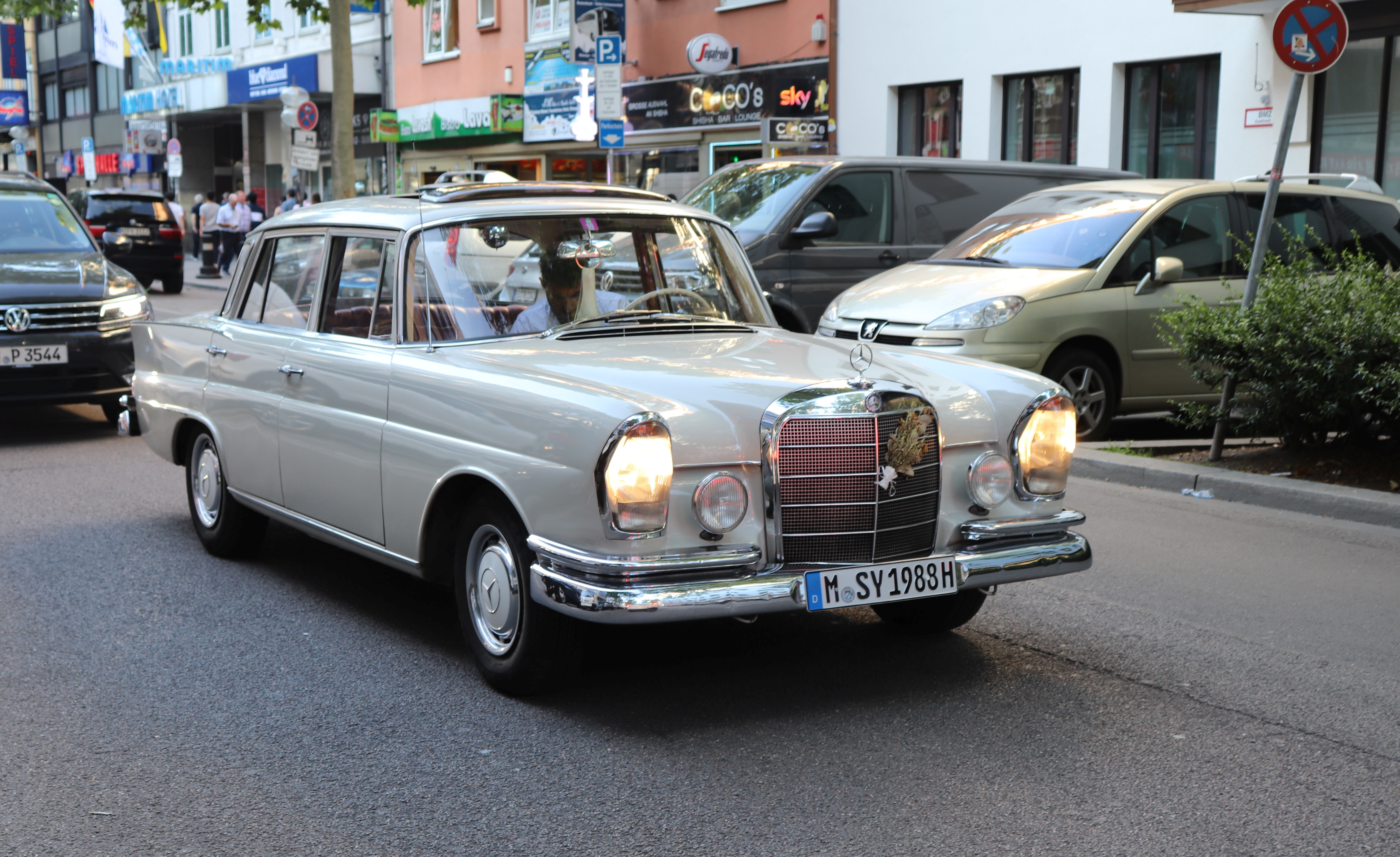
220 SEb
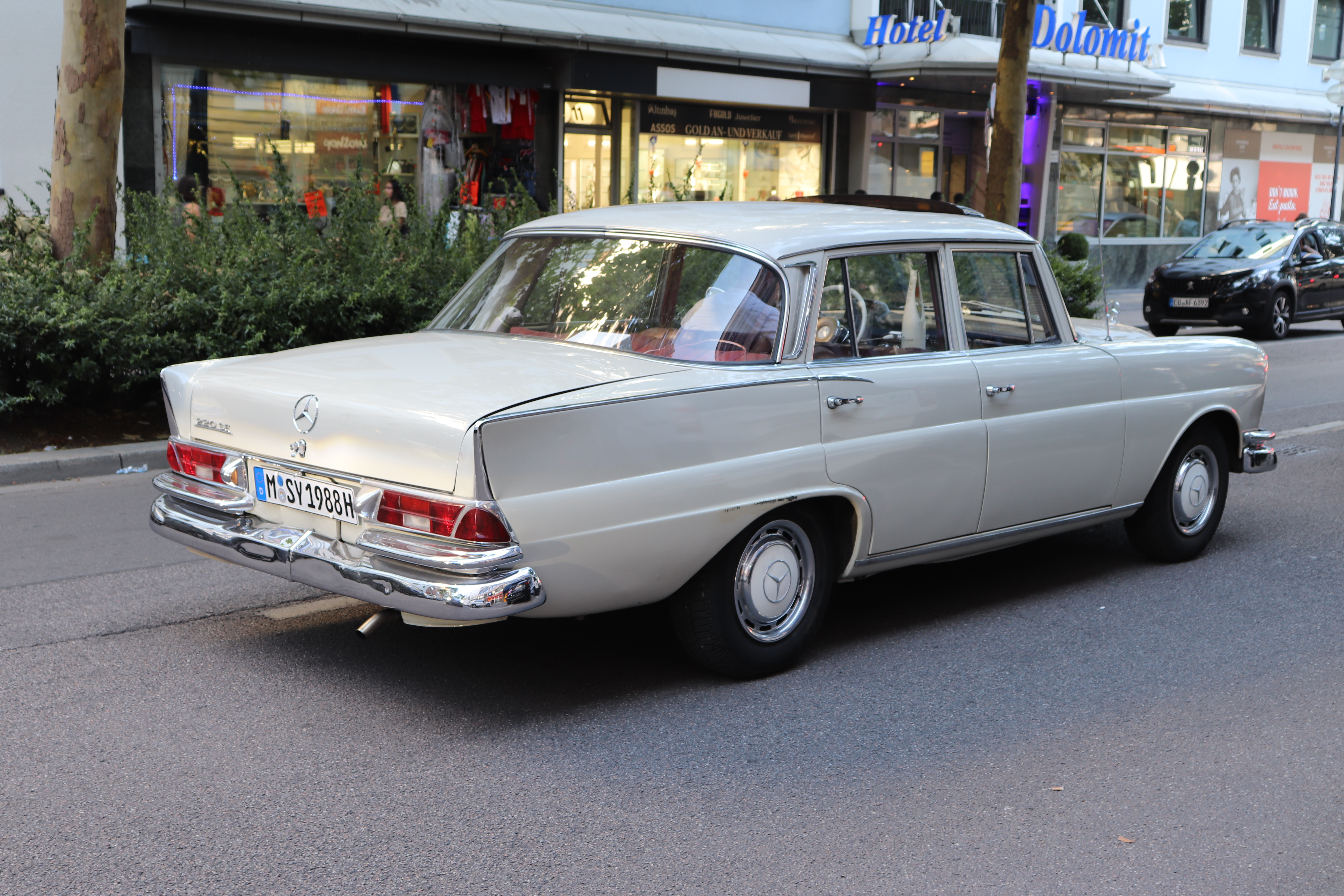
220 SEb, Heckansicht
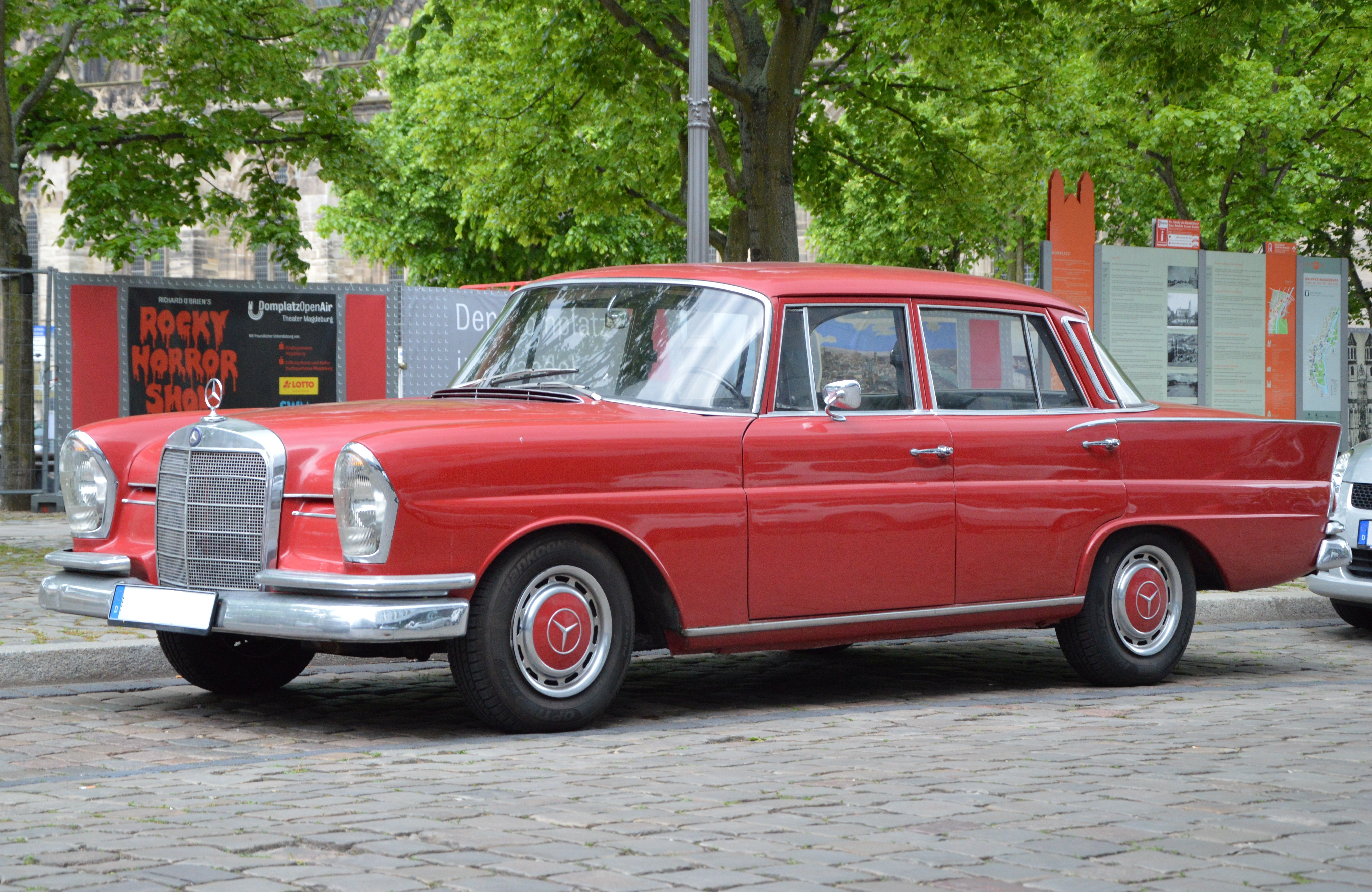
220 SEb
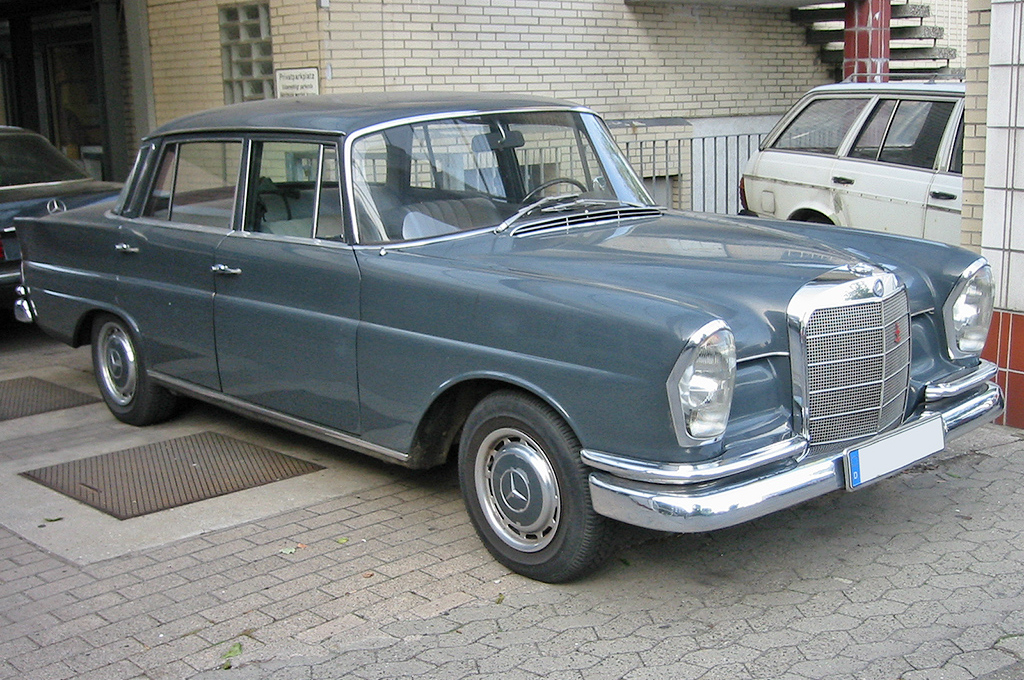
230 S

### Kombis

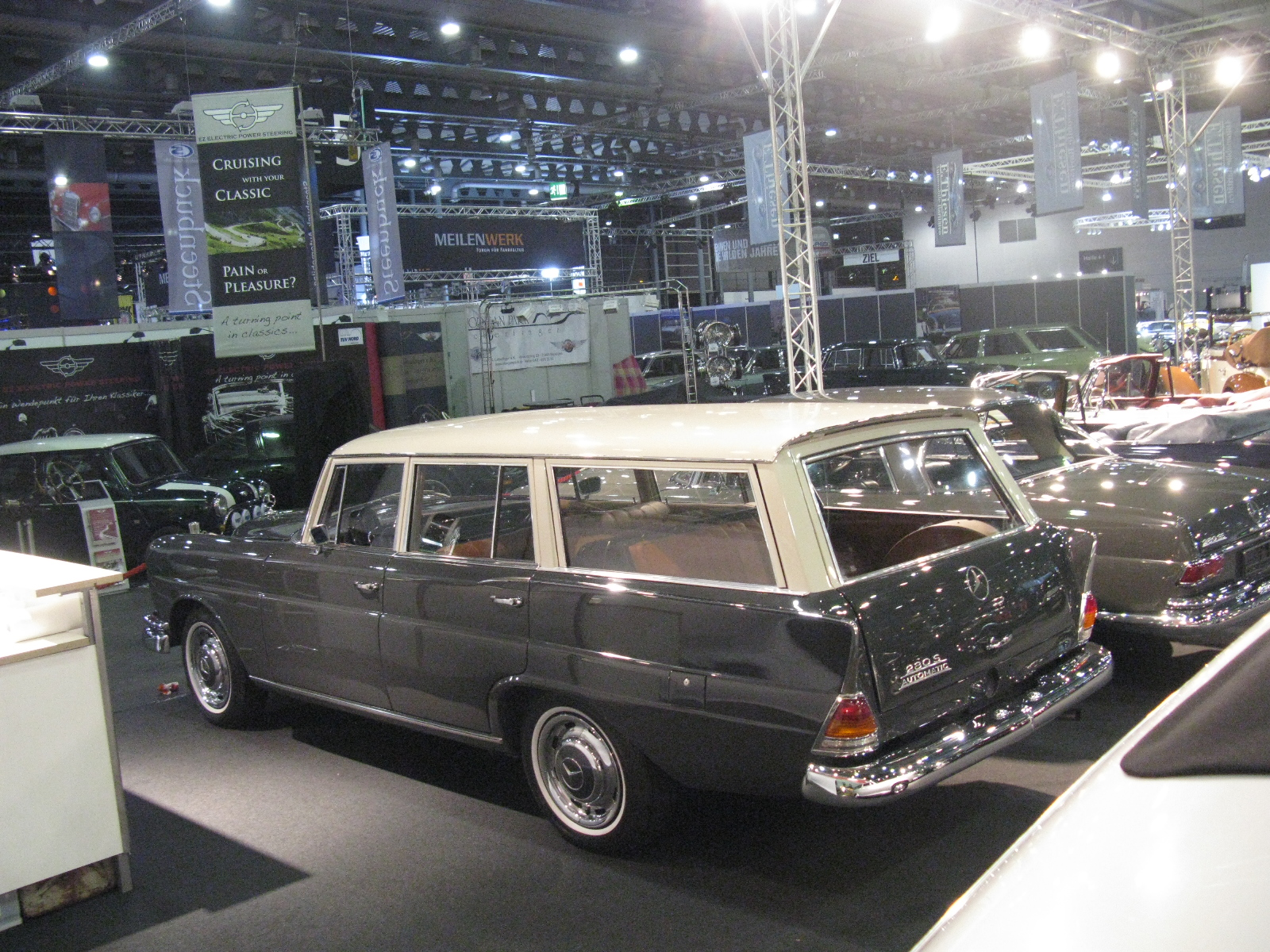
230 S Universal

Im offiziellen Verkaufsprogramm gab es von 1966 bis 1967 den Kombi „Universal“. Diese Fahrzeuge, die ab Anfang 1965 in Daimler-Benz-Lizenz bei I.M.A. in Mechelen (Belgien) unter dem Namen „Universal“ nach Mercedes-Qualitätsspezifikationen gefertigt wurden, waren zunächst ausschließlich Kombis. Im Jahr 1965 war zuerst als einzige die W-110-Version als 190 D erhältlich. Später wurden drei „kleine“ W-110-Modelle angeboten: 200, 200 D, 230 und als einziger „großer“ (W 111) der 230 S. Insgesamt wurden 2754 I.M.A.-Universal-Heckflossenkombis produziert. In geringer Zahl stellte I.M.A. auch Heckflossen-Limousinen her. Später liefen bei I.M.A. außerdem einige Limousinen des Nachfolgetyps W 115 vom Band. Das Unternehmen ging 1968 in Konkurs.
I.M.A.-Kombis gelten wegen der Kooperationsvereinbarungen mit Daimler-Benz als die einzigen „offiziellen“ Kombis der Heckflossen-Modelle; andere Kombis gelten als Umbauten. Bei Restaurierungen zeigt sich, dass der Korrosionsschutz bei I.M.A. nicht ganz auf Sindelfinger Niveau war: I.M.A.-Kombis sind, ausweislich der Berichte und Kaufberatungen des Oldtimer-Vereins V.D.H., statistisch schlechter im Zustand als Limousinen und zeigen, fertigungs- und einsatzbedingt, einen hohen Restaurierungsbedarf vor allem an der Heckpartie mit den kombispezifischen Karosserieteilen.
Neben Limousinen, Coupés und Cabriolets gibt es von den W 110 und W 111 auch Sonderaufbauten als Krankenwagen, Ambulanz, Leichenwagen und Kombiwagen. Meist wurden sie als teilgefertigte Karosserien ohne Dach, Heckscheibe und Kofferklappe vom Werk Sindelfingen an mehrere Karosseriebauer ausgeliefert. Binz in Lorch (Württemberg) und Christian Miesen in Bonn fertigten Ambulanzen, aber auch Leichenwagen, Lieferwagen und Kombis.
Pollmann, Rappold, Welsch, Stolle, Pilato und andere Unternehmen fertigten in erster Linie Bestattungsfahrzeuge. In sehr geringer Zahl wurden neben kommerziellen Nutzfahrzeugen auch Kombis von Jauernig (Österreich), Marbach (Schweiz), Movauto (Portugal) und Hägele im Kundenauftrag gefertigt. Auch die Carrosserie Jacques Coune in Brüssel (Belgien) stellte im Jahr 1964 bei der Autoshow einen Kombi auf der Basis des Baumusters 111.014 vor.

### Sicherheit
Mercedes-Benz legte viel Wert auf Sicherheit. So gibt es beim W 111 weiterentwickelte Knautschzonen; eingeführt hatte sie bereits in den Vorgängermodellen der Ingenieur Béla Barényi. Die Knautschzonen sollen bei hoher Stabilität der Fahrgastzelle gewährleisten, dass das Verletzungsrisiko für die Fahrzeuginsassen bei einem Unfall verhältnismäßig gering ist, indem die Aufprallenergie durch die weicheren Karosseriebereiche des Vorder- und Hinterwagens teilweise absorbiert wird. Zudem hat der W 111 Keilzapfentürschlösser, die die Stabilität der Fahrgastzelle erhöhen und bei einem Unfall das Herausschleudern der Fahrgäste verhindern, da die Türen nicht mehr aufspringen.
Im Innenraum gab es ebenfalls einige Sicherheitsvorkehrungen: das Lenkrad hat eine Prallplatte mit gepolstertem Bezug und das Armaturenbrett ist mit teilweise elastischen oder versenkt angeordneten Bedienungselementen versehen und gepolstert. Sicherheitsgurte gab es im W 111 auf Wunsch.

## Coupés und Cabrios

### Modellgeschichte

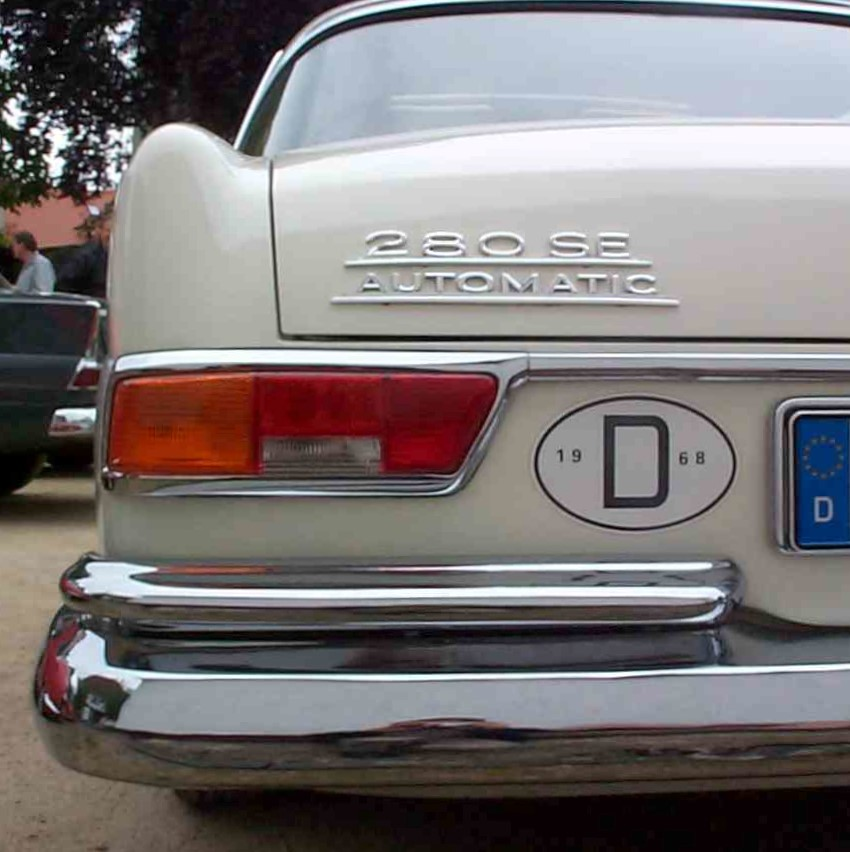
Die Heckflossen der Coupés und Cabriolets sind deutlich kleiner als die der Limousinen

In die Baureihen 111 und 112 wurden neben den viertürigen Fahrzeugen („Heckflossen“-Limousinen) auch die Coupés und Cabrios in niedrigeren Karosserien mit abgerundeten, nur ansatzweise geformten Finnen eingeordnet. Bei der Eröffnung des Daimler-Benz-Museums in Untertürkheim am 24. Februar 1961 wurde das neue Mercedes-Benz 220-SEb-Coupé präsentiert.
Als W 111 gab es Coupé und Cabriolet anfangs mit der gleichen Technik wie die Limousine 220 SE als 220 SEb/C. Im Gegensatz zum Vorgängermodell basiert das Coupé auf der ungekürzten Rahmen-Boden-Anlage der zugehörigen Limousine und war dadurch ein vollwertiger Viersitzer. Coupé und Limousine haben auch stilistisch zahlreiche Gemeinsamkeiten; trotzdem konnte von den Rohbauteilen des Viertürers nicht ein einziges Teil für das Coupé oder das Cabrio verwendet werden. Für Coupés und Cabrios wurden viermal so viele Teile in Handarbeit gefertigt wie für die Limousine. Diese C-Modelle waren die letzten weitgehend in Handarbeit gefertigten Mercedes, weshalb der Preis der Coupés und Cabrios fast doppelt so hoch lag wie der der Limousinen.
Der 220 SEb/C wurde als erster Mercedes-Serien-Personenwagen mit Scheibenbremsen an den Vorderrädern ausgestattet. Seine Typbezeichnung „SEb/C“ ist einzigartig, da sie einerseits den Unterschied zum Vorgängermodell Ponton (SE bzw. SE(a)) verdeutlicht, andererseits mit Einführung des beinahe baugleichen 250 SE Coupé aufgegeben wurde.
Ab 1965 kamen die Modelle 250 SE Coupé mit 150 PS (110 kW) mit dem M 129 der Baureihe W 108 heraus. Sie erhielten, wie auch die Dreiliter-Modelle, die 14-Zoll-Räder und die größer dimensionierten Scheibenbremsen der Oberklassebaureihe 108, nun mit Scheibenbremsen auch an den Hinterrädern. 1967 brachte Mercedes einen neuen 2,8-l-Motor M 130 mit 160 PS (118 kW), entsprechend hieß der Wagen 280 SE Coupé. Es gab auch kleine Änderungen im Innenraum: so wurde das bisher furnierte Armaturengehäuse mit Leder bezogen.
Eine auffallende Änderung gab es bei den W 111 ab November 1969 mit der Einführung des 3,5-l-V8-Motors M 116 mit 200 PS (147 kW), als auch die Fahrzeuge mit Sechszylindermotor eine flachere Motorhaube und einen niedrigeren Kühlergrill bekamen. Die Modelle werden über die (inoffiziellen) Bezeichnungen „Hochkühler“ und „Flachkühler“ unterschieden. Das Cabriolet 280 SE 3.5 mit dem Achtzylindermotor ist ein begehrtes Fahrzeug dieser Bauserie.

### 300 SE Coupé und 300 SE Cabriolet
Die zur gleichen Zeit angebotenen W-112-Typen 300 SE Coupé und 300 SE Cabriolet, die gewissermaßen durch einen Griff in den Baukasten entstanden waren, spielten in den Verkaufszahlen eine geringere Rolle. Die Karosserie der entsprechenden 220-SEb-Variante wurde mit zusätzlichen Zierelementen versehen und mit der Technik des Typs 300 SE kombiniert. Dementsprechend waren die neuen Exklusivmodelle, die wie die zugrunde liegende Limousine der Baureihe W 112 angehören, mit einer Reihe technischer Besonderheiten ausgestattet. Zur Grundausstattung gehören ein Leichtmetallmotor M 189 mit drei Liter Hubraum, ein Viergang-Automatikgetriebe, Servolenkung, Luftfederung sowie eine Zweikreisbremsanlage mit Scheibenbremsen an Vorder- und Hinterrädern. Der zusätzliche Chromschmuck besteht aus einer von den Scheinwerfern bis zu den Heckleuchten durchgehenden Chromleiste in der Längssicke sowie Zierleisten an den Radläufen und an den Schwellern. Ab März 1963 waren 300 SE Coupé, Cabriolet und Limousine auf Wunsch auch mit manuellem Viergang-Schaltgetriebe lieferbar; der Listenpreis reduzierte sich in diesem Fall um 1400 Mark. Im Januar 1964 wurde die Motorleistung auf 170 PS (125 kW) erhöht. Eine Sechsstempel-Einspritzpumpe (statt der vorigen zwei Stempel mit Verteilerstücken) ermöglichte diese Leistungssteigerung.
Die luftgefederten W-112-Typen nahm man bereits 1967 endgültig aus dem Programm, und nach mehr als zehn Jahren Gesamtbauzeit wurden im Mai 1971 die letzten W-111-Sechszylinder-Coupés und -Cabriolets gefertigt. Im Juli desselben Jahres endete auch die Herstellung der Achtzylinder-Coupés und -Cabriolets. Damit endete zugleich vorerst der Bau von viersitzigen Cabriolets, denn den Nachfolger W 116 gab es nur als Limousine. Die Nachfolge des Coupés trat der SLC der Baureihe 107 an. Insgesamt wurden im Werk Sindelfingen 28.918 Coupés und 7.013 Cabriolets gebaut. Die höchste Produktionsstückzahl innerhalb der Modellfamilie erreichte das 220-SEb-Coupé mit 14.173 Einheiten. Obwohl die Cabriolets während der Bauzeit nur rund zehn Prozent mehr kosteten als die Coupés, sind sie heutzutage im vergleichbaren Zustand und Motorisierung mehr als doppelt so teuer. Verschiedentlich wurden (und werden) daher auch Coupés nachträglich zu Cabriolets umgebaut. Aus Stabilitätsgründen ist die Bodenanlage originaler Cabriolets am Getriebetunnel steifer ausgelegt – eine Änderung, die bei manchen Umbauten fehlt.

### Bildübersicht

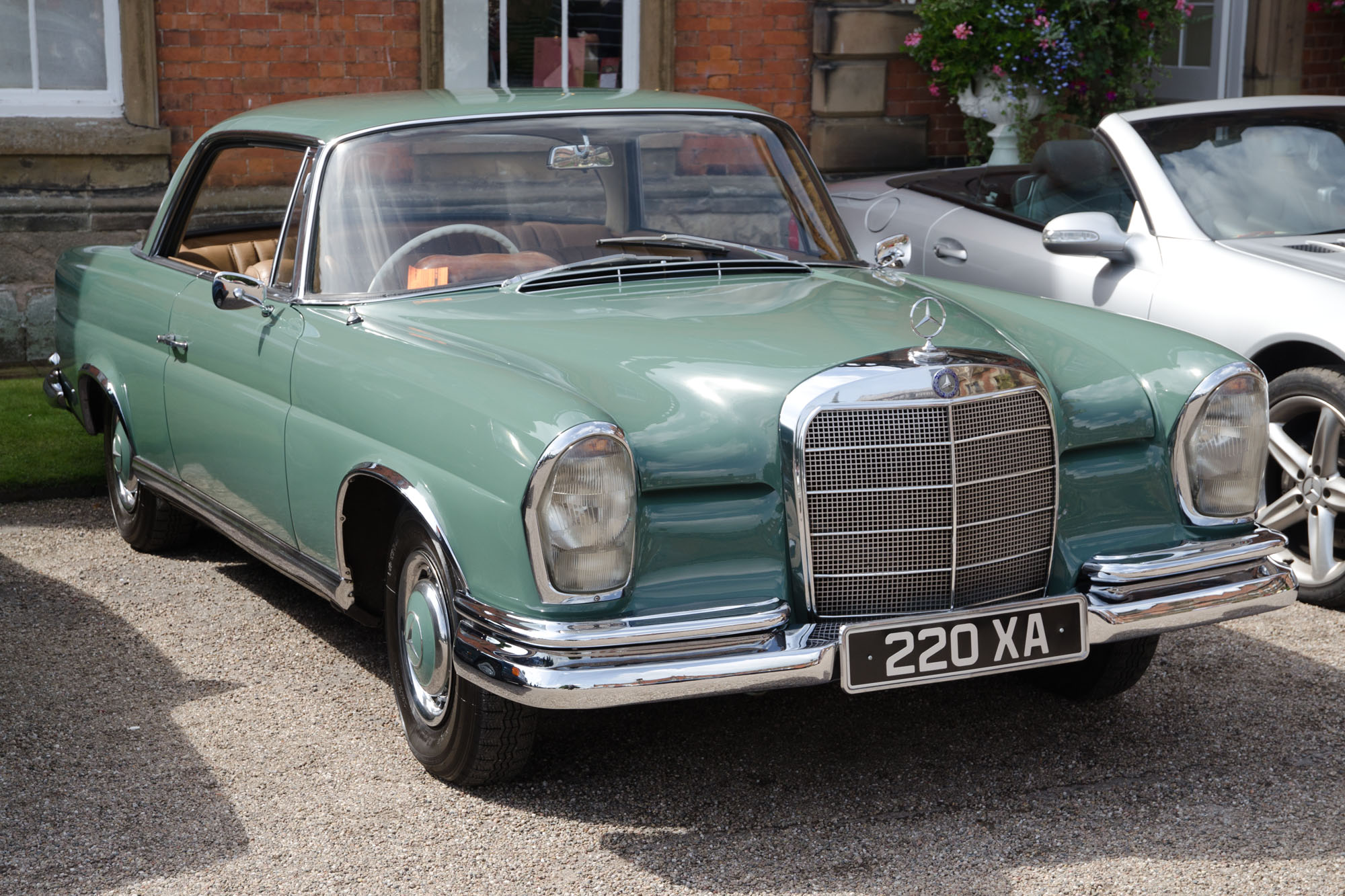
220 SE Coupé (1965)
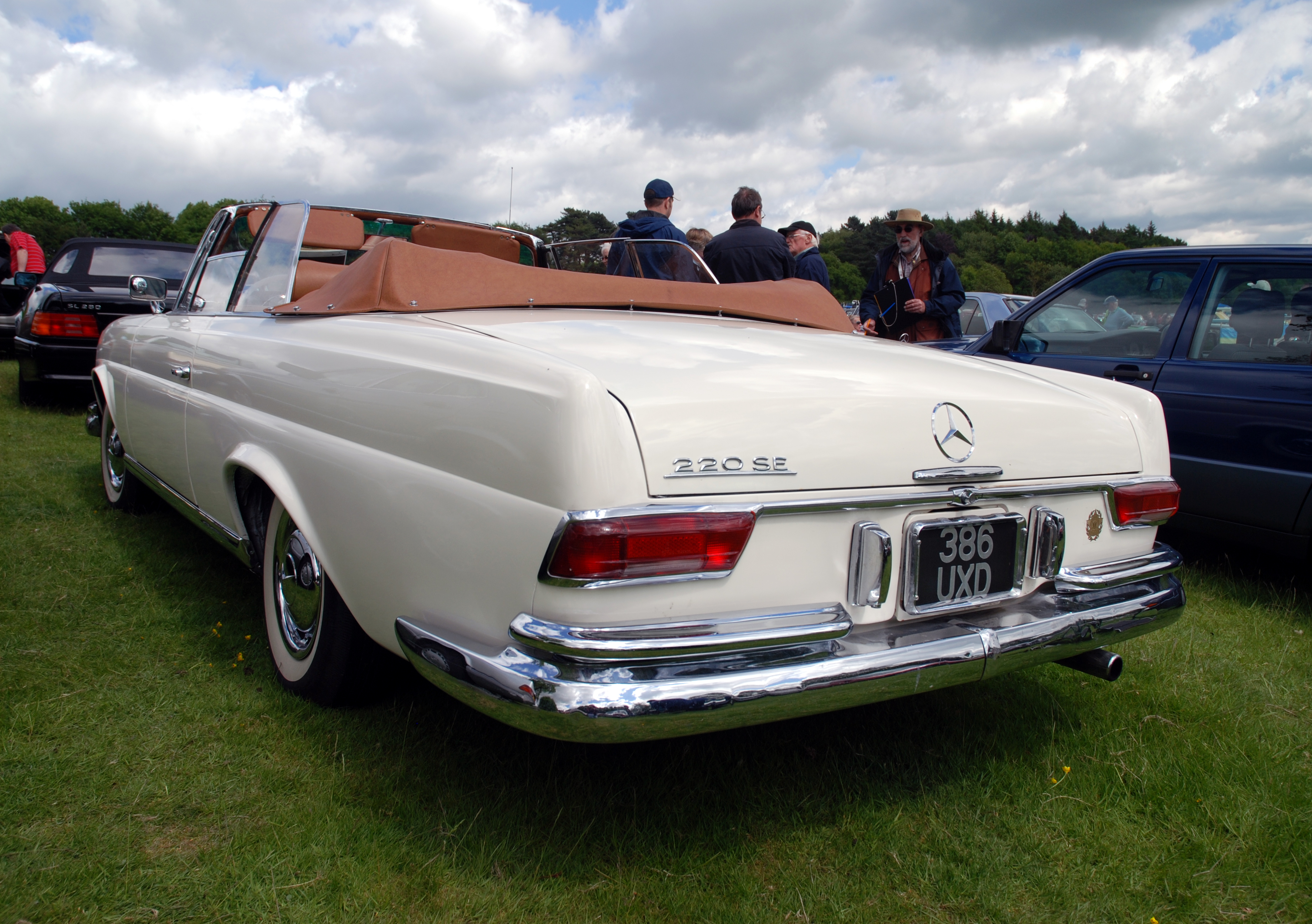
220 SE Cabriolet, offen
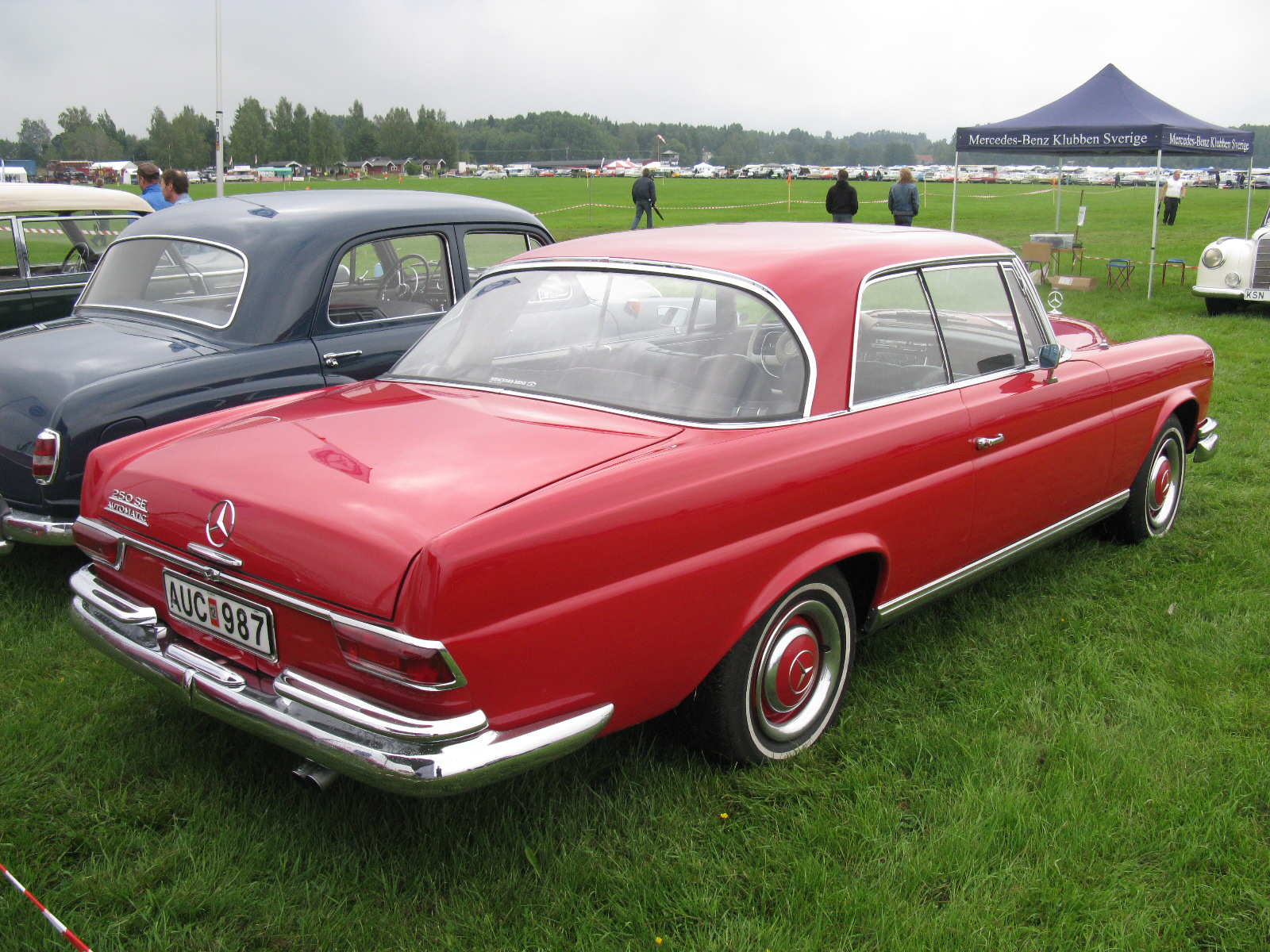
250 SE Coupé
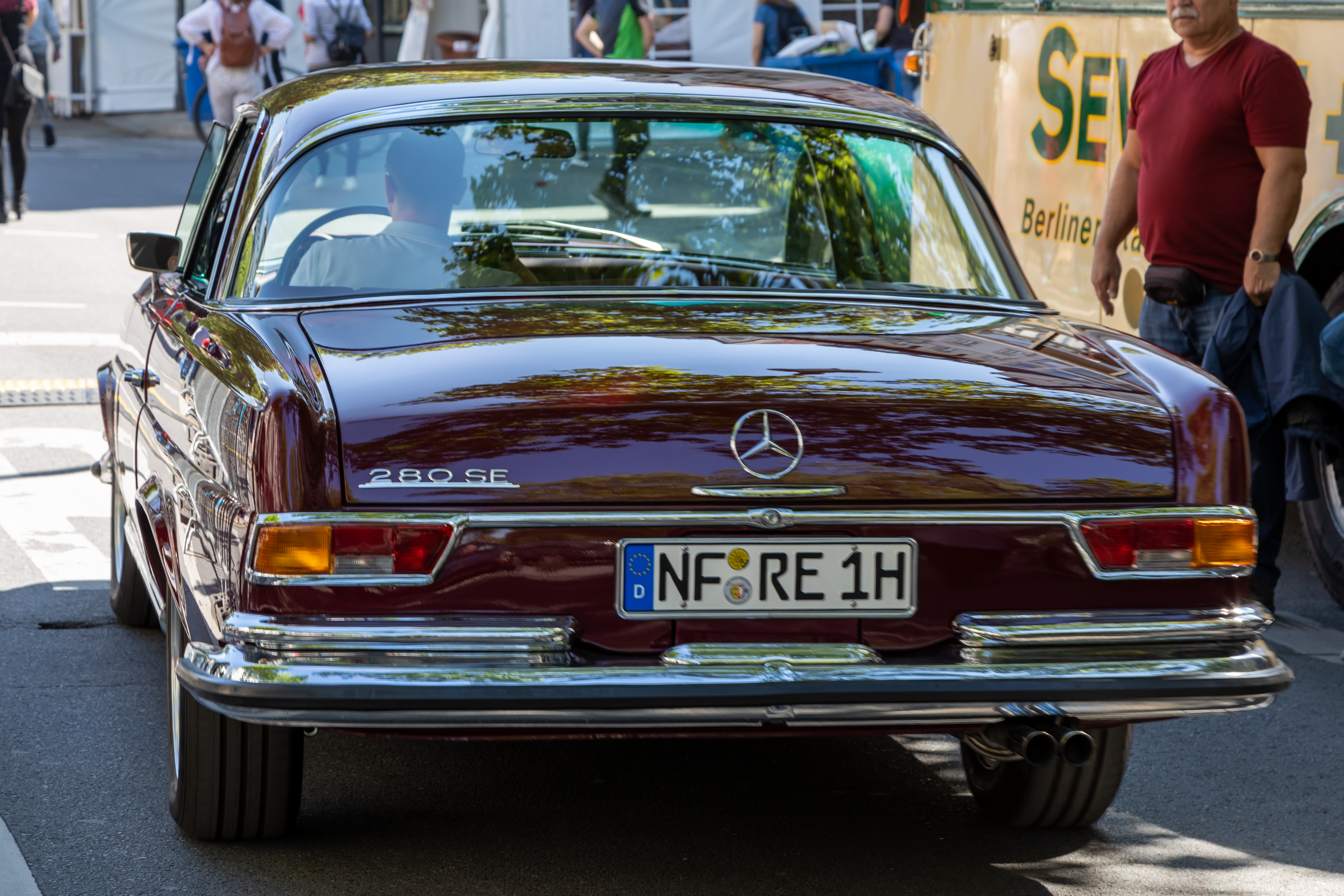
280 SE Coupé
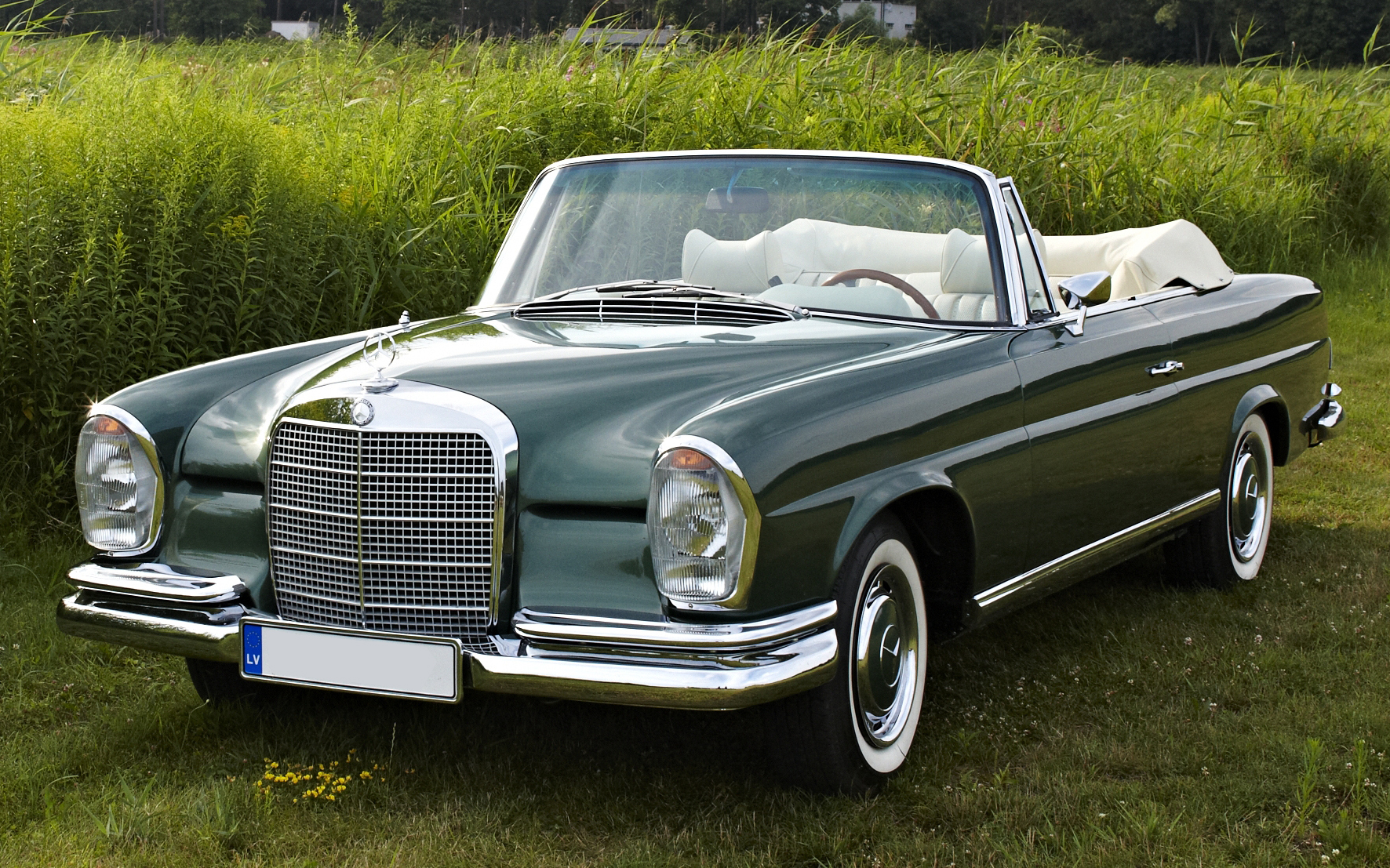
280 SE Cabriolet Hochkühler (1969), offen
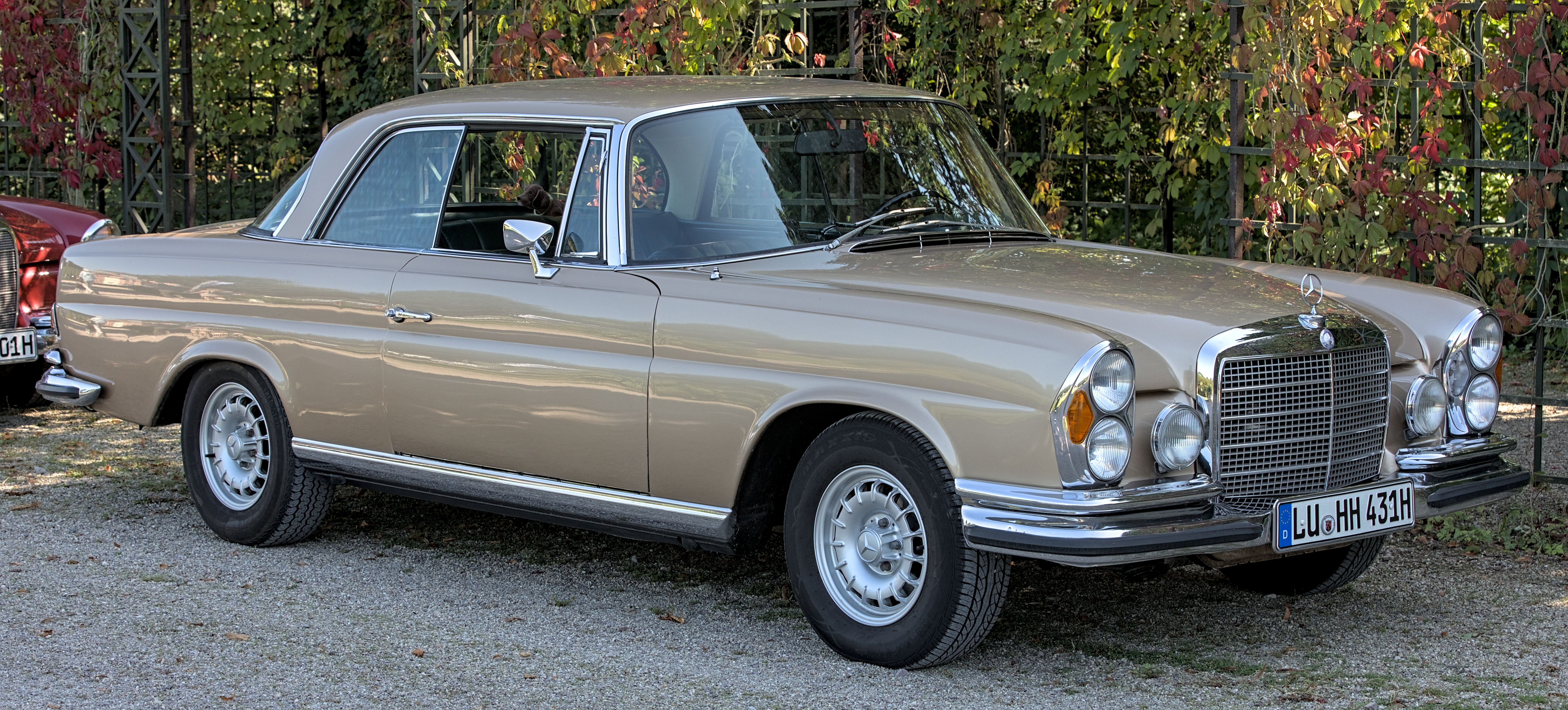
280 SE 3.5 Coupé
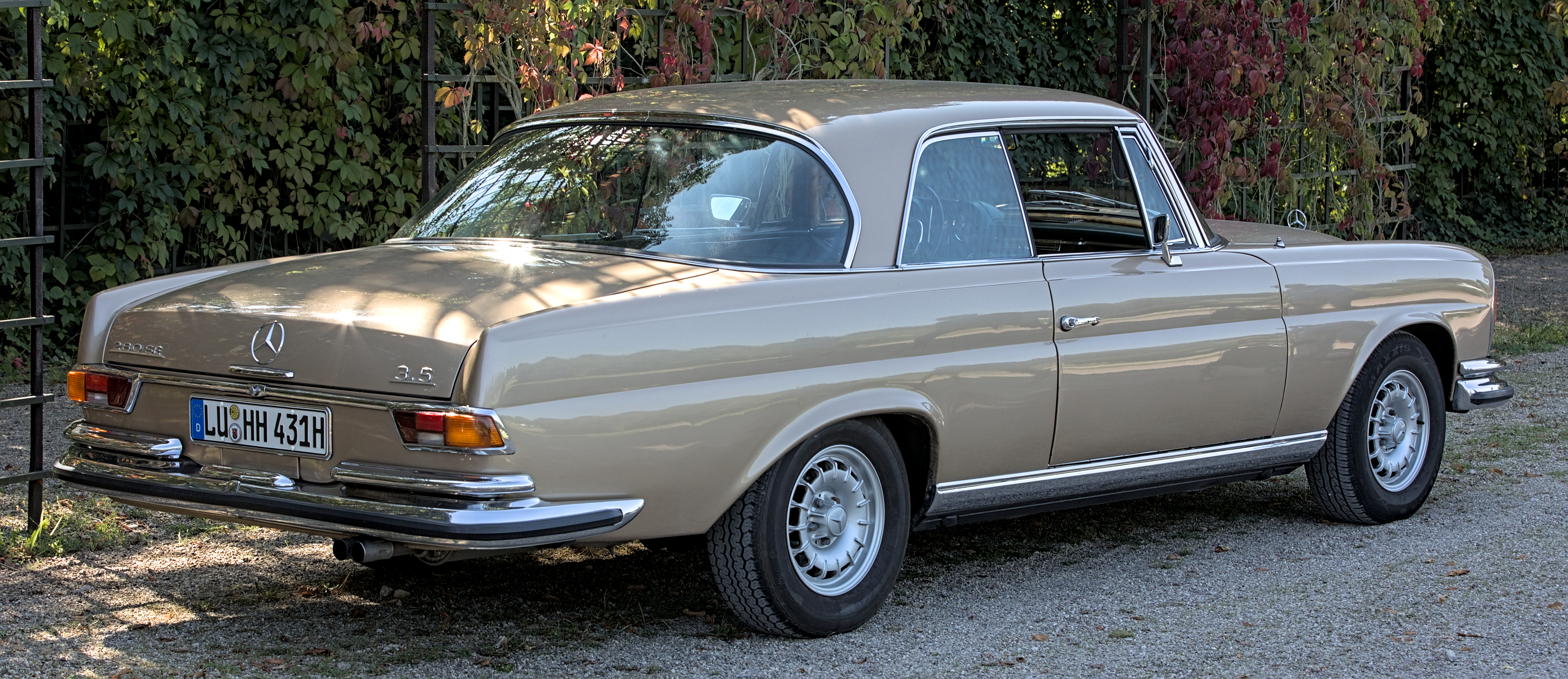
280 SE 3.5 Coupé, Heckansicht
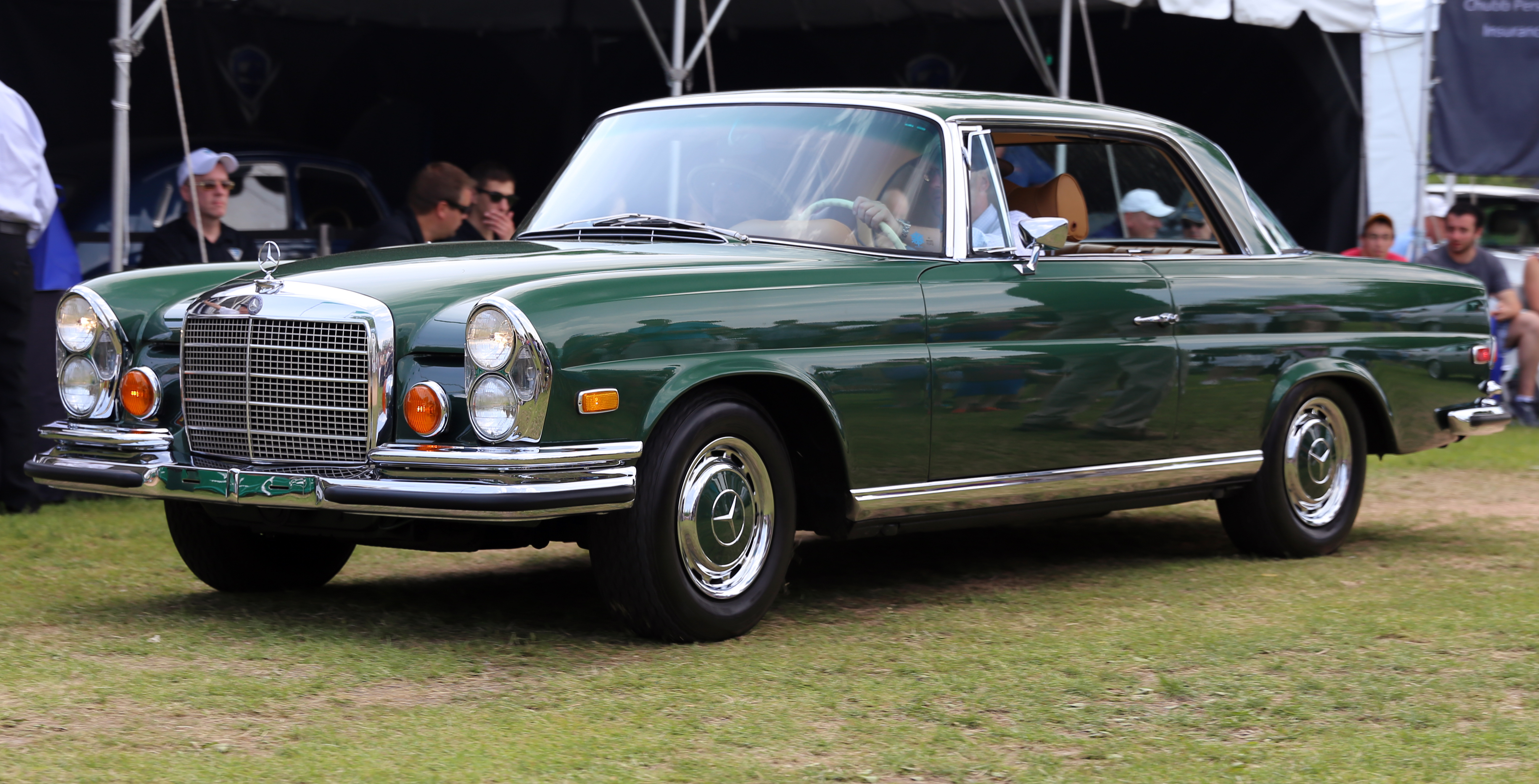
280 SE 3.5 Coupé (US-Version)
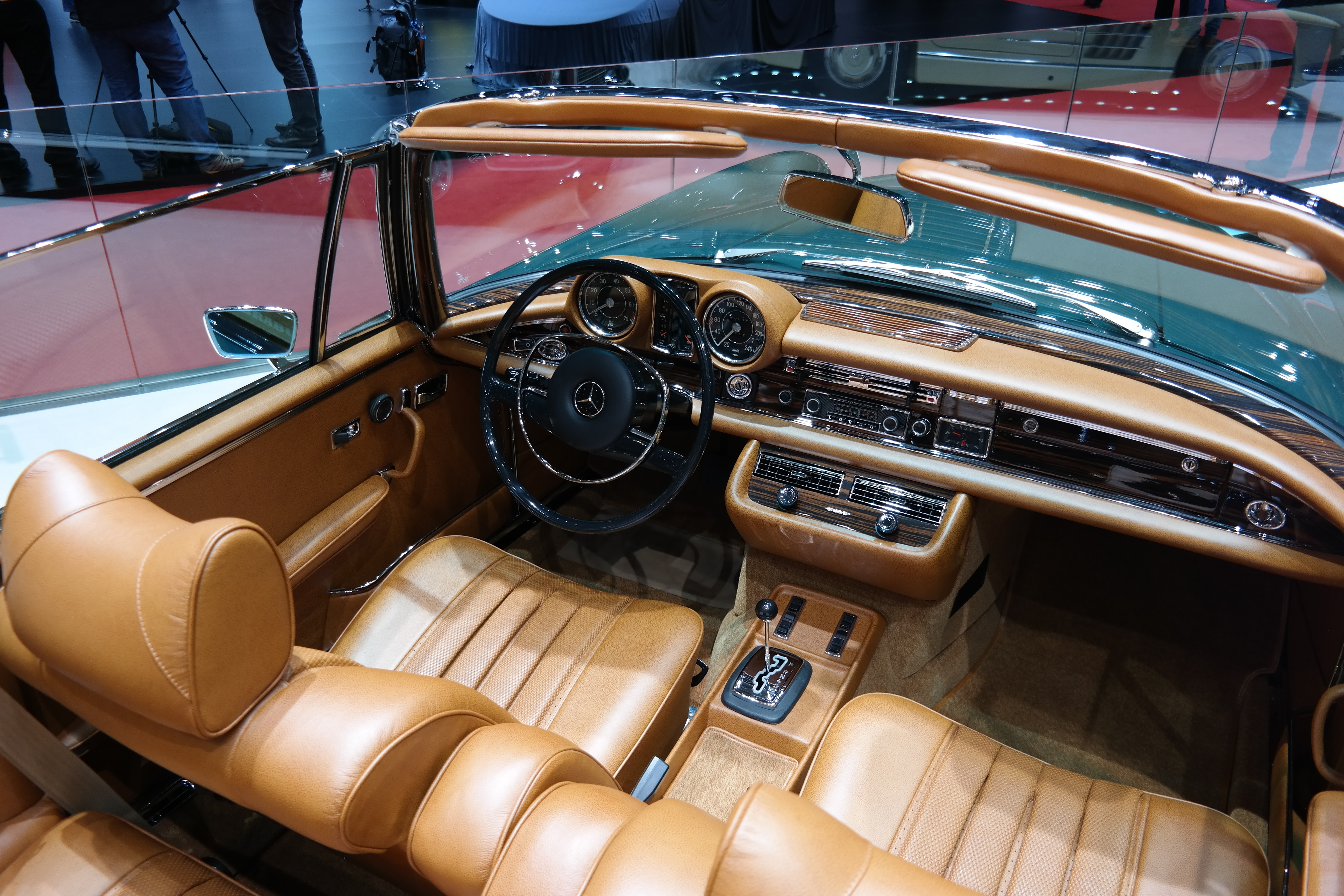
Interieur eines Cabriolets
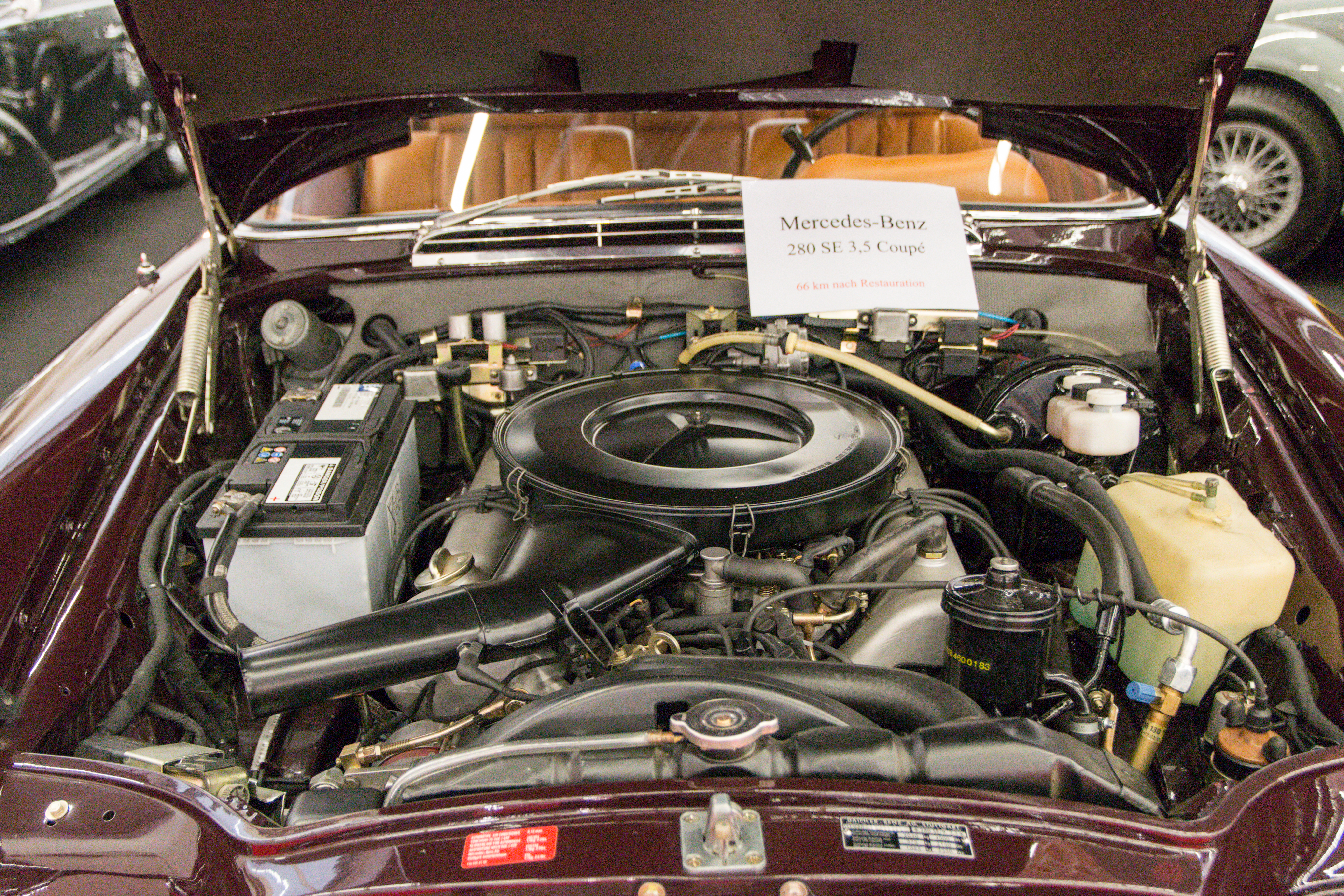
Motorraum 280 SE 3.5

## Technische Daten

### Limousine
| Modell  | Baumuster | Bauzeit         | Motortyp             | Bauform | Hubraum [cm3] | Gemischaufbereitung                                                            | Leistung [kW (PS)] | Vmax [km/h]         | 0–100 km/h [s]                                     | Kraftstoffverbrauch DIN 70030 [l/100 km] | Neupreis | Stückzahl |
| ------- | --------- | --------------- | -------------------- | ------- | ------------- | ------------------------------------------------------------------------------ | ------------------ | ------------------- | -------------------------------------------------- | ---------------------------------------- | --- | --------- |
| 220 b   | 111.010   | 08/1959–08/1965 | M 180 IV (180.940)   | R6      | 2195          | Solex 34 PJCB Zweifachvergaser                                                 | 70 (95)            | 155 (150 Automatik) | 16 (15 Automatik) bei HA 4,08: 15 (14,6 Automatik) | 11,2; mit Hydrak 11,4 (11,2 Automatik)   | 8/1959: 11.500 DM 4/1962: 12.000 DM 9/1963: 12.160 DM                                                             | 69.691    |
| 220 Sb  | 111.012   | 08/1959–07/1965 | M 180 V (180.941)    | R6      | 2195          | Solex 34 PAITA Zweifachvergaser, ab 7/1963: Zenith 35/40 INAT Zweifachvergaser | 77 (105) 81 (110)  | 165 (160 Automatik) | 15/13,8 (13,6 Automatik)                           | 10,7; mit Hydrak 10,9 (10,7 Automatik)   | 8/1959: 13.250 DM 4/1962: 13.750 DM                                                                               | 161.119   |
| 220 SEb | 111.014   | 08/1959–08/1965 | M 127 III (127.982)  | R6      | 2195          | Bosch Einspritzpumpe                                                           | 88 (120)           | 170 (165 Automatik) | 12,8 (12,7 Automatik)                              | 10,7 (10,7 Automatik)                    | 8/1959: 14.950 DM 4/1962: 15.450 DM                                                                               | 66.086    |
| 230 S   | 111.010   | 07/1965–01/1968 | M 180 VIII (180.947) | R6      | 2295          | Zenith 35/40 INAT Zweifachvergaser                                             | 88 (120)           | 175 (170 Automatik) | 12,5 (13,9 Automatik)                              | 11,2 (11,2 Automatik)                    | 8/1965: 13.750 DM 4/1966: 14.000 DM Universal: 8/1966: 18.600 DM Fahrgestell: 8/1965: 11.700 DM 4/1966: 11.950 DM | 41.107    |

### Coupé / Cabriolet
| Modell               | Baumuster | Bauzeit         | Motortyp             | Bauform | Hubraum [cm3] | Leistung [kW (PS)] | Vmax [km/h]         | 0–100 km/h [s]        | Kraftstoffverbrauch DIN 70030 [l/100 km] | Neupreis                                                                                        | Stückzahl |
| -------------------- | --------- | --------------- | -------------------- | ------- | ------------- | ------------------ | ------------------- | --------------------- | ---------------------------------------- | ----------------------------------------------------------------------------------------------- | --------- |
| 220 SEb Coupé        | 111.021   | 02/1961–10/1965 | M 127 V (127.984)    | R6      | 2195          | 88 (120)           | 170 (165 Automatik) | 12,8 (12,7 Automatik) | 10,7                                     | 2/1961: 23.500 DM                                                                               | 14.173    |
| 220 SEb Cabriolet    | 111.023   | 09/1961–10/1965 | M 127 V (127.984)    | R6      | 2195          | 88 (120)           | 170 (165 Automatik) | 13,7 (13,6 Automatik) | 11,2                                     | 8/1961: 25.500 DM                                                                               | 2729      |
| 250 SE Coupé         | 111.021   | 09/1965–12/1967 | M 129 I (129.980)    | R6      | 2496          | 110 (150)          | 190 (185 Automatik) | 11,8 (12 Automatik)   | 11,7                                     | 8/1965: 24.350 DM 4/1966: 24.950 DM                                                             | 5259      |
| 250 SE Cabriolet     | 111.023   | 09/1965–12/1967 | M 129 I (129.980)    | R6      | 2496          | 110 (150)          | 190 (185 Automatik) | 11,8 (12 Automatik)   | 11,7                                     | 8/1965: 26.350 DM 4/1966: 26.950 DM                                                             | 954       |
| 280 SE Coupé         | 111.024   | 11/1967–05/1971 | M 130 E 28 (130.980) | R6      | 2778          | 118 (160)          | 190 (185 Automatik) | 10,5 (11,2 Automatik) | 12,3                                     | 1/1968: 26.510 DM 7/1968: 26.751 DM 9/1969: 27.861 DM 8/1970: 29.137,50 DM 1/1971: 30.636 DM    | 3797      |
| 280 SE Cabriolet     | 111.025   | 11/1967–05/1971 | M 130 E 28 (130.980) | R6      | 2778          | 118 (160)          | 190 (185 Automatik) | 10,5 (11,2 Automatik) | 12,3                                     | 1/1968: 28.545 DM 7/1968: 28.804,50 DM 9/1969: 29.914,50 DM 8/1970: 31.302 DM 1/1971: 32.856 DM | 1390      |
| 280 SE 3.5 Coupé     | 111.026   | 11/1969–07/1971 | M 116 E 35 (116.980) | V8      | 3499          | 147 (200)          | 210 (205 Automatik) | 9,0 (9,4 Automatik)   | 13,0                                     | 9/1969: 30.636 DM 8/1970: 32.023,50 DM 1/1971: 33.688,50 DM                                     | 3270      |
| 280 SE 3.5 Cabriolet | 111.027   | 11/1969–07/1971 | M 116 E 35 (116.980) | V8      | 3499          | 147 (200)          | 205                 | 9,4                   | 13,5                                     | 9/1969: 34.132,50 DM 8/1970: 35.631 DM 1/1971: 37.351,50 DM                                     | 1232      |

## Filmauftritte

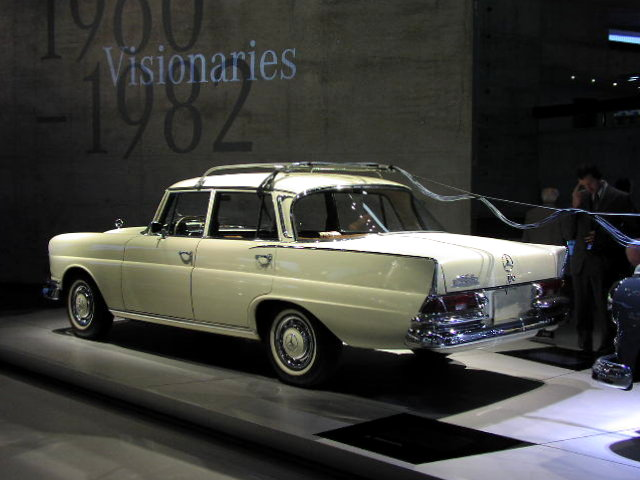
Ausgestellter Testwagen im Mercedes-Benz Museum

- In dem US-Thriller Der Marathon-Mann von John Schlesinger aus dem Jahr 1976 wird ein W 111 von einer der Hauptfiguren, Klaus Szell, gefahren. Dieser kommt in einer Verfolgungsjagd ums Leben, nachdem er einen Tanklaster rammt.
- In der Fernsehserie Großstadtrevier fährt der Polizist Dirk Matthies (alias Jan Fedder) einen Wagen dieser Baureihe. Dabei handelt es sich um sein eigenes Fahrzeug mit H-Kennzeichen.
- Im Film Der Richter und sein Henker von 1975 ist eine schwarze Limousine der Baureihe W 111 zu sehen. Diese wurde von Robert Schmied bzw. Walter Tschanz gefahren.
- Im Film Hangover wird ein silbernes 280 SE Cabriolet Hochkühler gezeigt.
- Im Film Im Geheimdienst Ihrer Majestät fahren die Gegner des Geheimagenten James Bond eine schwarze Limousine, Typ 220 S. Während einer Verfolgungsjagd wird der Wagen spektakulär zerstört.
- Im Film Wo die Liebe hinfällt … wird ein braunes 250 SE Cabriolet von Beau Burroughs (alias Kevin Costner) gefahren.
- In der Fernsehserie Liebling Kreuzberg fährt Manfred Krug in der fünften Staffel ein 220 SE Cabrio.
- Im Kinofilm Frau Ella aus dem Jahr 2013 mit Mathias Schweighöfer und Ruth Maria Kubitschek wird ein W 111 Cabriolet in goldenem Lack als Hauptrequisite über längere Phasen als Transportmittel quer durch Frankreich, insbesondere Paris und die Bretagne benutzt. Ein Werkstattaufenthalt für eine Drehbuchpanne gibt Einblicke in das Innere des 280 SE.
- Die Band The Neighbourhood fährt im Musikvideo des Titels Sweater Weather in einem 280 SE Cabriolet.
- In der Tatort-Episode Direkt ins Herz fährt Freddy Schenk ein 280 SE 3.5 Coupé ohne Sicherheitsgurte und Nackenstützen in silbergrau, zum Drehzeitpunkt bereits ein Oldtimer.

## Sonstiges
- Der Typ 220 SE wurde im Rallyesport von Mercedes-Benz eingesetzt, wo unter anderem Walter Schock mit Beifahrer Rolf Moll (1928–2018, Ingenieur und Vorstandsvorsitzender der DEKRA[3]) als erster Deutscher 1960 die Rallye Monte Carlo vor seinen Teamkollegen Eugen Böhringer/Hermann Socher und Roland Ott/Eberhard Mahle gewann. Ebenfalls konnten im gleichen Jahr Siege bei den Rallyes Polen, Sestriere und Akropolis mit dem Wagen erzielt werden.
- Am 5. November 1962 gewannen Ewy Rosqvist und ihre Beifahrerin Ursula Wirth auf einem seriennahen 220 SE den sechsten Großen Straßenpreis von Argentinien, eine 4626 Kilometer lange Rallye quer durch Südamerika.[4] Es war der erste Erfolg eines Damenteams in diesem Wettbewerb und zum ersten Mal gewann ein Fahrzeug alle sechs Etappen. Die Gesamtfahrzeit von Rosqvist/Wirth betrug 34:51:03 Stunden, womit sie mehr als drei Stunden vor dem Zweitplatzierten lagen. Das entspricht einer Durchschnittsgeschwindigkeit von 126,87 km/h und war neuer Rekord.[5]
- Zum 2. April 2015 gab das Bundesministerium der Finanzen in Deutschland eine Sondermarke der Briefmarkenserie „Klassische deutsche Automobile“ zu einem Nennwert von 1,45 Euro aus, auf der der Mercedes-Benz W 111 abgebildet ist.[6]